# Hüakinthosz

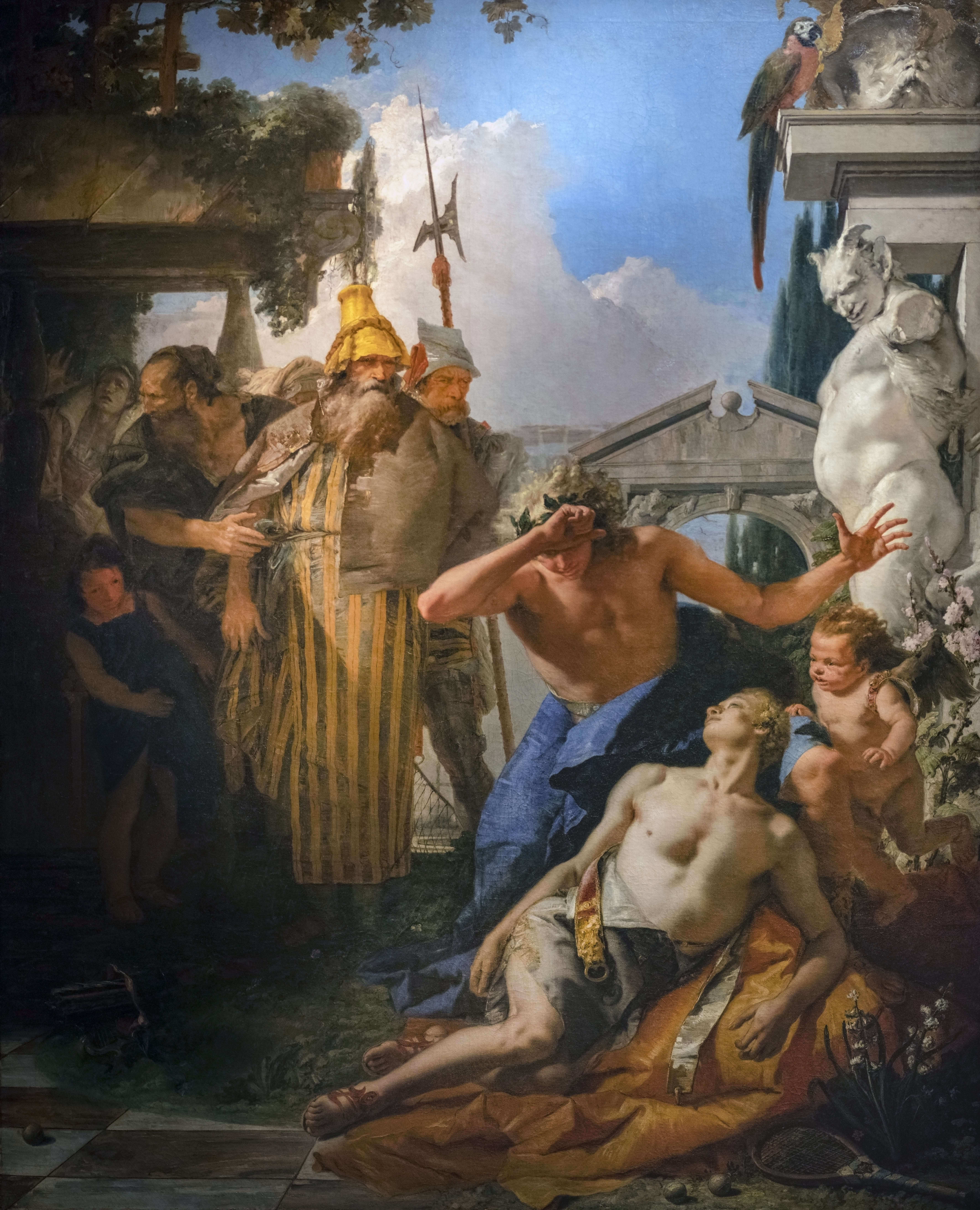
Halott Hüakinthosz, szerző: Giovanni Battista Tiepolo, (1696–1770)

Hüakinthosz (ógörögül: Ὑάκινθος – Hüakinthosz, latinul: Hyacinthus) görög mitológiai alak, Amüklosz spártai király (Amüklai város névadója) fia és Zeusz dédunokája. Egy másik mítoszváltozat szerint szülei Kleió múzsa és Pierosz (Pieria vidékének névadója). 
Hüakinthosz Apollón kedvese volt, aki azonban diszkoszával véletlenül eltalálta és megölte őt. Hüakinthosz véréből fakadt a jácint virága, bíborszínű, mintha a vér festette volna meg, szirmain pedig az „ai, ai” betűk rajzolódtak ki: a szépséges ifjú utolsó jajkiáltása. 
Hüakinthosz a meghaló és újjászülető természet prehellén eredetű növényistensége. A Hüakinthosz-kultuszt Amüklaiban kiszorította Apollón kultusza, és a hüakinthia ünnepet ettől kezdve Apollón-ünnepként tartották meg. Apollón híres amüklai trónusán Hüakinthosznak az Olümposzra emelkedést örökítették meg, a hagyomány szerint a trónuson ülő Apollón-szobor talapzata egy áldozóoltár volt, ebbe temették el Hüakinthoszt. A hüakinthia ünnepségek idején egy bronzkapun át léptek az oltár belsejébe, ahol áldozatot mutattak be Hüakinthosznak, mielőtt még Apollónnak áldoztak volna.
A Hüakinthosz-mítoszról csak kevés művészeti alkotás született. Ezek között van Annibale Carracci, illetve Domenichino Apollón és Hüakinthosz című freskója, Giovanni Battista Tiepolo Hüakinthosz című festménye, Benvenuto Cellini márványkompozíciója, az Apollón siratja Hüakinthoszt elveszett. A zenében a szüzsé Mozartot ihlette meg az Apollo et Hyacynthus című iskolamédiájában.